# Гергана Димитрова (драматург)
Вижте пояснителната страница за други личности с името Гергана Димитрова.
Гергана Юлиянова Димитрова е българска театрална режисьорка и драматургжка.

## Биография
Гергана Димитрова е родена на 8 ноември 1975 г. в Бургас. Учи класически балет в Държавното хореографско училище и до 1992 г. активно се занимава със съвременни танцови техники. Средното си образование завършва в Немската езикова гимназия в Бургас, след което е приета в специалност „Културология“ на Софийския университет. През 1998 г. записва и режисура за драматичен театър в НАТФИЗ „Кръстьо Сарафов“, неин художествен ръководител е проф. Красимир Спасов.
След като завършва семестриално театралната академия в София, продължава своето обучение в държавната театралната академия „Ернст Буш“ в Берлин, Германия, в периода 2002 – 2005, където отново изучава театрална режисура. След дипломирането си там работи като асистент-режисьор на Кристоф Рос, Ерик Гедеон, Матиас Гердт, а като режисьор поставя спектаклите „Пътуването до Петушки“ от Венедикт Ерофеев и „Госпожица Смила и нейното усещане за сняг“ по романа на Петер Хьог.
В България се дипломира със спектакъла „Време да обичаш, време да умреш“ на Фриц Катер, осъществен на сцената на Драматичния театър „Стоян Бъчваров“ – Варна.
Гергана Димитрова работи активно като режисьор и преводач на свободна практика. Тя е председател и основател на най-устойчивата и популярна в България организация за съвременно алтернативно изкуство и култура „36 маймуни“.
Най-мащабният проект, който реализира в България с група съмишленици, е „Протекст“ – сценични четения на нова драматургия в несценични пространства. Идеята на тези пърформанс четения е да изгради хомогенна арт среда, в която архитектурното пространство, текстът, актьорското присъствие, живото музикално изпълнение и мултимедията представляват единен организъм на естествена обвързаност между отделните елементи. На тези четения са представени пиеси както под нейна режисура, така и под тази на Василена Радева и Младен Алексиев.
До 2012 г. проектът има общо четири издания: „Протекст 1“ – сценични четения на нова европейска драматургия; ПроТекст 2: „Борбата продължава“ – четения на нова френска дранатургия; ПроТекст: „Драма сега“ – четения на нова румънска драматургия; Протекст: Произведено в България – представяне на три нови български пиеси.
За първи път в България именно на тези четения са представени пиесите „Преди/След“ от Роланд Шимелпфениг и „Грозният“ от Мариус фон Майенбург.
През 2012 г. на Гергана Димитрова е присъдена наградата на Съюза на артистите в България „Икар“ в най-сериозната категория за режисура за спектакъла „Праехидно“. Също така съвместно със Здрава Каменова им е присъдена и наградата ИКАР 2012 в категорията за драматургичен текст за пиесата „Праехидно“.
Димитрова има множество участия в международни форуми и фестивали в Германия, Чехия, Румъния, Молдова.

### Постановки
- Историята на мечките панда – разказ за саксофонист приятелка във Франкфурт, от Матей Вишниек (2006)
- Време да обичаш, време да умреш, от Фриц Катер (2007)
- Пътуване до Петушки, от Венедикт Ерофеев (2007)
- Госпожица Смила и нейното усещане за сняг, по романа на Петер Хьог (2008)
- Fuck you, Eu.ro.pa!, от Николета Есинеску (2008)
- Истории на обикновената лудост, от Петр Зеленка (2008)
- Четири стаи, Стая 2 „Грешният човек“ по идея на Александър Рокуел (2009)
- ХамлетМашина, от Хайнер Мюлер (2010)
- Праехидно, от Здрава Каменова и Гергана Димитрова, „Икар“ за режисура (2011)
- Времето на кварките, номинация за „Икар“ за майсторска техническа реализация (2013)
- Пепеляшки ООД, от Здрава Каменова, Гергана Димитрова и Анете Даубнер (2014)

### Пиеси
- Ева Бехщайн – нощта на прилепите
- Праехидно, в съавторство със Здрава Каменова („Икар“ за драматургия)
- Пепеляшки ООД, в съавторство със Здрава Каменова и Анете Даубнер (номинация за „Икар“ за драматургия)
- Времето на кварките, в съавторство с Ивайло Миленков и Петър Мелтев